# Universidad de Pécs
La Universidad de Pécs (en húngaro Pécsi Tudományegyetem, en latín: Universitas Quinque Ecclesiensis) es una universidad estatal situada en la ciudad húngara de Pécs.

## Historia
La primera universidad en Pécs se fundó en 1367 como una de las más antiguas en Europa Central. Su fundador fue el rey Luis I de Hungría. En 1921, la antigua universidad húngara de Bratislava se trasladó a Pécs; desde 1982 continuó bajo el nombre de Janus Pannonius Tudományegyetem (JPTE).
La actual universidad surgió en el año 2000 por fusión de la con Pécsi Orvostudományi Egyetem (POTE), actual Facultad de Medicina, y la Illyés Gyula Pedagógiai Főiskola (Escuela Superior de Pedagogía Gyula-Illyés) con sede en Szekszárd. La universidad cuenta hoy con diez facultades y unos 30.000 estudiantes y es con ello la mayor en Hungría.
Entre sus profesores se contó Karl Kerenyi, que entre 1936 y 1941 ocupó la Cátedra de Filología Clásica e Historia Antigua.